# فرناندو فرنان غوميز
فرناندو فرنانديز غوميز (بالإسبانية: Fernando Fernán Gómez) (28 أغسطس 1921 - 21 نوفمبر 2007) ممثل إسباني وكاتب سينمائي ومخرج سينمائي ومخرج مسرحي وعضو في الأكاديمية الملكية الإسبانية لمدة سبع سنوات. وُلد في الأرجنتين بينما كانت والدته، الممثلة الإسبانية كارولا فرنان غوميز، تقوم بجولة في أمريكا اللاتينية. كنت أستخدم لقبها لاحقًا اسم فنياً عندما انتقلت إلى إسبانيا في عام 1924.
بعد الحرب الأهلية الإسبانية ، بدأ دراسة القانون ولكنه توقف عن دراسته للعمل في المسرح. في عام 1942 بدأت التمثيل في الأفلام، لكنني واصلت العمل على المسرحيات. لقد شكلت شركته المسرحية الخاصة وحصلت على جوائز لتوجيهها وكتابتها. في الخمسينيات من القرن العشرين بدأ في إخراج الأفلام، بما في ذلك فيلم روايته «رحلة إلى أي مكان». تلقيت الثناء على كوميديا الحياة عام 1958 ، والتي أدت إلى تتمة، الحياة في جميع أنحاء. في عام 1977 ، فزت بجائزة الدب الفضي لأفضل ممثل في مهرجان برلين السينمائي الدولي السابع والعشرين لدوره في فيلم المرساة. فاز بالجائزة مرة أخرى في مهرجان برلين السينمائي الدولي الخامس والثلاثين عام 1985 عن دوره في فيلم ستايكو، وأخيراً جائزة الدب الذهبي الفخرية في مهرجان برلين السينمائي الدولي الخامس والخمسين في عام 2005.

## نشأته
وفقًا لمذكراته، ربما وُلد في ليما في 28 أغسطس 1921، على الرغم من أن شهادة ميلاده تشير إلى أنه وُلد في العاصمة الأرجنتينية بوينس آيرس. كانت والدته الممثلة المسرحية كارولا فرنان غوميز، تقوم بجولة في أمريكا الجنوبية عندما وُلد في ليما، وصدرت شهادة ميلاده بعد أيام في الأرجنتين، وهي الدولة التي احتفظ بجنسيتها، بالإضافة إلى الجنسية الإسبانية، التي مُنحت له في عام 1984. كان ابنًا غير شرعي، وكان والده أيضًا الممثل لويس فرناندو دياز دي ميندوزا إي جيريرو، الذي منعت والدته، الممثلة المسرحية البارزة ماريا جيريرو، الزواج بين والدي فرناندو فرنان غوميز.

## روابط خارجية
- فرناندو فرنان غوميز على موقع IMDb (الإنجليزية)
- فرناندو فرنان غوميز على موقع ألو سيني (الفرنسية)
- فرناندو فرنان غوميز على موقع ميوزك برينز (الإنجليزية)
- فرناندو فرنان غوميز على موقع أول موفي (الإنجليزية)
- فرناندو فرنان غوميز على موقع قاعدة بيانات الأفلام السويدية (السويدية)
- فرناندو فرنان غوميز على موقع إن إن دي بي (الإنجليزية)
- فرناندو فرنان غوميز على موقع قاعدة بيانات الفيلم (الإنجليزية)
- فرناندو فرنان غوميز على موقع كينوبويسك (الروسية)